# Cynortula oblongata
Cynortula oblongata is een hooiwagen uit de familie Cosmetidae.